# گورگوره‌یوو
گورگوره‌یوو (انگلیسی: Gurgureyevo) یک شهرک در شهرستان کوشنارنکوفسکی جمهوری باشقیرستان در کشور روسیه است.